# Ballymena United Football Club
Ballymena United é um clube de futebol norte-irlandês que disputa a primeira divisão da Irlanda do Norte (Campeonato Norte-Irlandês de Futebol). Ballymena United é um clube que tem a sua sede na cidade de Ballymena e joga os seus jogos em casa no Estádio Ballymena Showgrounds. As cores do clube são o azul celeste e o branco.
O clube foi fundado em 7 de Abril de 1928, originalmente chamado simplesmente Ballymena Football Club. Mais tarde, em 1934 o clube mudou de nome para Ballymena United.

## Jogadores importantes
- Jeff Hughes